# چپ‌دست (فیلم ۲۰۱۵)
چپ‌دست (به انگلیسی: Southpaw) یک فیلم در ژانر درام ورزشی به کارگردانی آنتونی فوکوآ است که در سال ۲۰۱۵ منتشر شد. از بازیگران این فیلم، می‌توان به جیک جیلنهال، فارست ویتاکر ، فیفتی سنت و ریچل مک‌آدامز اشاره کرد.

## داستان
بیلی هوپ (جیک جیلنهال) بوکسور حرفه‌ای است که در نیویورک همراه همسرش مائورین و دخترشان لیلا زندگی می‌کند. بیلی در مسابقه‌ای برای دفاع از عنوان قهرمانی‌اش، از ناحیه چشم مصدوم می‌شود و پس از قهرمانی، همسرش از او می‌خواهد تا برای جلوگیری از صدمات بیشتر در اوج خداحافظی کند.
در یک بنیاد خیریه که برای بیلی اهمیت زیادی دارد، یک بوکسور در حال اوج به نام «میگل مجیک اسکوبار» به او حرف‌های توهین‌آمیزی می‌زند و باعث درگیری می‌شود. درجریان درگیری، مائورین به‌طور تصادفی توسط هکتور، برادر میگل کشته می‌شود و پس از آن بیلی شروع به مصرف الکل و مواد مخدر می‌کند و با جدیت بدنبال هکتور می‌گردد. او در نهایت ردپایی از هکتور پیدا می‌کند اما در خانه با همسر معتاد هکتور (ریتا اورا) روبرو می‌شود و پس از اینکه متوجه می‌شود هکتور فرزند دارد از آنجا می‌رود.
بیلی در یک مسابقه به خاطر عصبانیت و درگیری با داور معلق شده و اموالش توقیف می‌شود. او به زندگی خارج از کنترلش ادامه می‌دهد و در یک تصادف سنگین درحالی که مواد مخدر و الکل مصرف کرده به شدت مجروح می‌شود. پس از این حادثه، سرپرستی دخترش، لیلا از او گرفته می‌شود و به آنجلا، افسر حمایت از کودکان سپرده می‌شود. این اتفاق باعث می‌شود تا بیلی به خودش بیاید؛ ولی لیلا ارتباطش را با او قطع می‌کند و نمی‌خواهد او را ببیند ولی بیلی …

## بازیگران
- جیک جیلنهال در نقش بیلی هوپ
- ریچل مک‌آدامز در نقش مورین هوپ
- اونا لارنس در نقش لیلا
- فارست ویتاکر در نقش تیتوس ویلس
- فیفتی سنت در نقش جوردن ماینس
- نائومی هریس در نقش آنجلا ریورا
- میگول گومز در نقش میگل اسکوبار
- ویکتور ارتیز در نقش رامون
- ریتا اورا در نقش ماریا اسکوبار
- بئو ناپ در نقش جان جان
- اسکایلان بروکس در نقش‌هایی
- کلر فولی در نقش آلیس
- گریس ماری ویلیامز در نقش دخترماریا جوردن

## موسیقی
موسیقی متن این فیلم، آخرین اثر ساخته شده توسط جیمز هورنر، آهنگساز سرشناس موسیقی فیلم در آمریکا، پیش از کشته شدن در سانحه هوایی است.